# Keiko Mukaide
Keiko Mukaide (向出 圭子, Mukaide Keiko), née en 1957 à Tokyo, est une artiste japonaise établie en Écosse.

## Biographie

### Enfance et formation
Diplômée du Royal College of Art de Londres en 1991 dans la spécialité verre et de la céramique.

### Carrière
Keiko Mukaide a travaillé entre 1999 et 2009 au Edinburgh College of Art.
Ses travaux ont été exposés au sein de nombreuses collections publiques et privées au Royaume-Uni dont le Victoria and Albert Museum, la galerie Saatchi et le Tate St Ives.

## Œuvres et expositions
Ses œuvres phares comprennent :
- Collect, Galerie Saatchi, 2015
- Bowl, Victoria and Albert Museum, 2007
- Light of the North, Tate St Ives, 2006

Elle a notamment participé aux expositions suivantes :
- Le Verre en Mouvement, MusVerre, Paris, 2019[5]
- Glasmuseum Fraunaue, Allemagne, 2017
- Collection of Victoria and Albert Museum, Londres, 2007
- Light of the North, Tate St Ives, 2006
- Spirit of Place, Talbot Rice Gallery, Édimbourg, 2003
- One Crowded Hour, collaboration avec la Tabula Rasa Dance Company, Écosse 2001
- Between Seen and Unseen (Miegakari), Hill House, Helensburgh, Écosse 2001
- Elemental Traces, Jardin botanique royal d'Édimbourg, 2000

## Distinction
- Pré-sélectionnée pour le prix Jerwood Applied Art Prize 1998[6]